# 龍運巴士A42線
龍運巴士A42線是香港一條機場巴士路線，由龍運巴士有限公司營辦，於2023年12月3日起投入服務，來往黃泥頭至機場（地面運輸中心），途經水泉澳邨、沙田圍、新田圍邨及顯田後，取道青沙公路、青嶼幹線及北大嶼山公路往返港珠澳大橋香港口岸及香港國際機場，全程收費為$23.4。

## 歷史
過往沙田城門河西岸除了沙田市中心一帶，並未有全日往返香港國際機場的巴士服務；而城門河東岸的顯田、水泉澳邨及黃泥頭亦同樣未有全日往返香港國際機場的巴士服務。因此，龍運巴士及運輸署在《2019－2020年度巴士路線計劃》中建議重組沙田區的機場巴士服務，建議A41線試辦上午一班由火炭（駿景園）開往機場（地面運輸中心）的特別班次，途經源禾路及沙田市中心，為期六個月；同時建議開辦一條全新機場巴士路線，編號為A42，全日來往水泉澳及機場（地面運輸中心），途經沙田圍、秦石邨、大圍、田心圍、顯田及美林邨後經青沙公路往返機場。不過，沙田區議會不滿A42線收費較A41線為高，而碩門邨、火炭及源禾路的居民依然未有全日來往機場的巴士服務，建議最終未能落實。
龍運巴士及運輸署在《2020－2021年度巴士路線計劃》中再次建議重組沙田區的機場巴士服務，當中建議開辦一條全新機場巴士路線，編號為A42，全日來往碩門邨及機場（地面運輸中心），途經黃泥頭、水泉澳、沙角邨及大圍後，再經青沙公路及青嶼幹線往返香港國際機場，為相關地區一帶的乘客提供機場巴士服務。不過，沙田區議會不滿《計劃》中另一條新路線A46於沙田區內繞經大圍的走線迂迴，因此龍運巴士及運輸署於2020年11月提交修訂建議，建議此路線縮短至黃泥頭，並繞經新田圍邨以及原有方案中A46線途經之顯田，碩門邨的服務則由A41線取代。然而此路線在新田圍邨的站點設於獅子山隧道公路，時任沙田區議會主席程張迎批評邨內居民需途經斜道、升降機和崎嶇小徑才能抵達車站乘搭巴士，有關安排難以接受；亦有其他議員不解A42線服務時間為何較區內其他機場路線為短。
最終A42線於2023年12月3日起投入服務，由於來往機場的旅客仍未完全回復至2019冠狀病毒病疫情前水平，此線開辦初期的服務時間為每日05:35至14:05（黃泥頭開）及15:50至23:50（機場開），至2024年1月15日起才於每日大部分時間提供服務，由黃泥頭開出之班次服務時間為05:35至21:35，由機場開出之班次服務時間為10:00至00:00，來回方向並繞經港珠澳大橋香港口岸。

## 服務時間及班次
A42線往機場方向全日提供服務，往黃泥頭方向則於上午繁忙時間過後提供服務，列表如下：
| 黃泥頭開             | 黃泥頭開     | 黃泥頭開     | 機場（地面運輸中心）開 | 機場（地面運輸中心）開 | 機場（地面運輸中心）開 |
| 日期                 | 服務時間     | 班次（分鐘） | 日期                   | 服務時間               | 班次（分鐘）           |
| -------------------- | ------------ | ------------ | ---------------------- | ---------------------- | ---------------------- |
| 星期一至五           | 05:35－07:35 | 30           | 星期一至五             | 10:00－17:00           | 60                     |
| 星期一至五           | 07:35－21:35 | 60           | 星期一至五             | 17:00－19:00           | 30                     |
|                      |              |              | 星期一至五             | 19:00－00:00           | 60                     |
| 星期六、日及公眾假期 | 05:35－07:35 | 60           | 星期六、日及公眾假期   | 10:00－18:00           | 60                     |
| 星期六、日及公眾假期 | 07:35－09:35 | 30           | 星期六、日及公眾假期   | 18:00－20:00           | 30                     |
| 星期六、日及公眾假期 | 09:35－21:35 | 60           | 星期六、日及公眾假期   | 20:00－00:00           | 60                     |

## 收費
A42線全程收費為$23.4，並設有12歲以下小童及65歲或以上長者半價優惠，惟此線並不受長者及合資格殘疾人士公共交通票價優惠計劃中的$2票價優惠覆蓋。乘客登車時需以現金或八達通卡繳付車資，不設找贖；而每位成人乘客可免費帶同最多兩名四歲以下而且不佔座位的兒童乘車。此外，乘客亦可透過多元化電子支付系統（e度嘟）繳付車資，乘客使用此付款方式不能享有與非九巴／龍運路線之轉乘優惠，亦不能享有「公共交通費用補貼計劃」。
A42線沿途分段收費如下：
| 上車地點＼落車地點   | 機場（地面運輸中心） | 黃泥頭 |
| -------------------- | -------------------- | ------ |
| 青嶼幹線轉車站       | $19.8                | 不適用 |
| 青沙公路轉車站       | 不適用               | $13.9  |
| 大圍轉車站－田心村起 | $6.4                 |        |

## 行車路線
A42線由黃泥頭開出之班次途經小瀝源路、廣善街、牛皮沙街、沙田圍路、多石街、博泉街、水泉坳街、沙角街、大涌橋路、獅子山隧道公路、紅梅谷路、田心街、富健街、顯徑街、車公廟路（東行）、迴旋處、車公廟路（西行）、青沙公路、長青公路、青衣西北交匯處、青嶼幹線、北大嶼山公路、順朗路、赤鱲角路、順暉路、順匯路、赤鱲角路、東榮路、機場路、暢航路、機場路、機場南交匯處及暢連路前往機場（地面運輸中心）；由機場（地面運輸中心）開出之班次途經暢連路、機場南交匯處、暢連路、航天城交匯處、赤鱲角路、順暉路、順匯路、港珠澳大橋香港口岸公共運輸交匯處、順匯路、赤鱲角路、順朗路、北大嶼山公路、青嶼幹線、青衣西北交匯處、長青公路、青沙公路、車公廟路（東行）、迴旋處、車公廟路（西行）、顯徑街、富健街、田心街、紅梅谷路、獅子山隧道公路、大涌橋路、沙角街、乙明邨街、沙角街、逸泰街、水泉坳街、博泉街、多石街、沙田圍路、牛皮沙街、廣善街及小瀝源路前往黃泥頭，具體停站請參考資訊框。